# Barbie: The Album
Barbie: The Album — альбом із саундтреком до фільму «Барбі» 2023 року режисерки Ґрети Ґервіґ. Він вийшов на лейблі Atlantic Records 21 липня 2023 року одночасно з виходом фільму у кінотеатрах Північної Америки.

## Передумови
25 травня 2023 року Rolling Stone повідомив, що саундтрек до «Барбі» буде спродюсований Марком Ронсоном і включатиме оригінальні пісні Ava Max, Charli XCX, Домініка Фіке, Fifty Fifty, Gayle, Haim, Ice Spice, Kaliii, Karol G, Khalid, the Kid Laroi, Lizzo, Nicki Minaj, PinkPantheress, Tame Impala та учасники акторського складу Дуа Ліпа та Райан Гослінг, а інші артисти-сюрпризи будуть оголошені пізніше. Того вечора був оприлюднений частковий трек-лист саундтреку.
6 липня 2023 року Біллі Айліш було оголошено першою виконавицею-сюрпризом для саундтреку. Про включення Айліш до альбому почалися припущення після того, як за тиждень до цього вона опублікувала неоново-рожевий знак Барбі у своєму Instagram. 10 липня 2023 року Сем Сміт був оголошений другим виконавцем-сюрпризом.

## Створення
Перед тим, як підписати контракт на проєкт «Барбі», продюсер Марк Ронсон отримав повідомлення від свого друга, музичного керівника «Барбі» Джорджа Дракуліаса, у якому було просто сказано: «Барбі?». Перш ніж за два тижні почалися репетиції «Барбі», режисерці фільму Ґреті Ґервіґ знадобилася диско-пісня, яка лягла б в основу танцювального номера зі складною хореографією. Вона надіслала Ронсону список пісень, які спали їй на думку для саундтреку — «музику бездоганного задоволення» або «попмузика Peloton» — включно з піснями від Andrea True і з фільму-мюзиклу «Ксанаду». Ронсон і його колега Ендрю Ваятт створили мінусівку, яка сподобалася Ґервіг і вона стала використовувати її для репетицій акторського складу. Пізніше ця пісня стала «Dance the Night» Дуа Ліпи.
Протягом року Ронсону було доручено підготувати саундтрек, який відповідав би баченням ҐервіҐ для «Барбі». Ґервіґ і Ронсон склали «список побажань» виконавців, яких вони бажали включити в саундтрек, і, оскільки фільм монтувався на етапі постпродакшну, вони показували сцени з фільму цим артистам. Ронсон заявив: «Кожен дивився сцену і повертався через тиждень або два тижні, і точно проникав у суть усього, що ми намагалися зробити».
У квітні 2022 року менеджер Aqua Ульріх Мьоллер-Йоргенсен заявив, що хіт гурту 1997 року «Barbie Girl» не буде включений до саундтреку до фільму. Проте актриса Марго Роббі, яка зіграла Барбі, нібито благала Ґервіґ включити пісню у фільм, і Ґервіґ запевнила Роббі, що знайде спосіб включити пісню у «крутий спосіб». Тоді Нікі Мінаж і Ice Spice підписали контракт на виконання реміксу пісні для саундтреку під назвою «Barbie World». Aqua є і співавторами, і виконавцями треку. Попри відсутність в офіційному саундтреку, пісня «Barbie Girl» була включена в офіційний список відтворення Barbie, створений Spotify.

## Реліз
Barbie: The Album вийшов 21 липня 2023 року. На додаток до кількох варіантів вінілових платівок і касет, запропонованих на офіційному вебсайті саундтреку, альбом також вийшов в ексклюзивних кольорах і дизайнах для Target, Walmart, Barnes & Noble, Amazon, Hot Topic і Urban Outfitters. Перед релізом саундтреку 18 липня в окремих музичних магазинах у США, Латинській Америці та Європі відбулися вечірки для прослуховування.

### Сингли
22 травня 2023 року Дуа Ліпа оголосила, що її сингл «Dance the Night» вийде опівночі в п'ятницю 26 травня за західноєвпропейським літнім часом. Того ж дня вийшло супровідне музичне відео, яке містило камео Ґервіґ. Ронсон поділився скриншотом приватного повідомлення, яке він надіслав Ліпі в Instagram у 2022 році, попросивши її написати та виконати пісню в саундтреку для «величезного танцювального номера на 60 осіб», який пізніше стане «Dance the Night». 10 червня сингл «Dance the Night» дебютував під номером 43 у Billboard Hot 100. 15 липня він досяг 29 місця в Billboard Hot 100.
Через тиждень, 2 червня, Karol G випустила свій сингл «Watati». Rolling Stone повідомив, що Karol G відвідала студію Ронсона, щоб переглянути сцени з фільму 15 квітня 2023 року, у той самий день, коли вона виступала на шоу Saturday Night Live. Супровідне музичне відео на сингл вийшло 15 червня.
PinkPantheress випустили перший промосингл саундтреку під назвою «Angel» 9 червня.
10 червня Нікі Мінаж і Ice Spice оголосили, що їхній сингл «Barbie World» вийде 23 червня. Музичне відео, в якому ляльки Барбі нагадують Мінаж і Ice Spice, також вийшло 23 червня. Сингл «Barbie World» дебютував під номером 7 у чарті Billboard Hot 100 8 липня.
30 червня Charli XCX випустила другий промосингл до саундтреку «Speed Drive».
6 липня Fifty Fifty випустили третій і останній промосингл «Barbie Dreams» за участю Kaliii.
Біллі Айліш стала першою несподіваною виконавицею саундтреку 6 липня. Того дня вона оголосила, що її пісня «What Was I Made For?» і відеокліп до неї будуть вийдуть 13 липня Айліш розповіла про сингл і відео у твіті 12 липня.

### Best Weekend Ever Edition
У той же день, що й реліз саундтреку, кавер на пісню «Closer to Fine» гурту Indigo Girls у виконанні Бренді Карлайл та її дружини Кетрін Карлайл і кавер на пісню «Push» гурту Matchbox Twenty у виконанні Раяна Ґослінґа вийшли як частина делюкс видання саундтреку під назвою Best Weekend Ever Edition.

## Критичний прийом
Barbie: The Album отримав 65 балів зі 100 на агрегаторі рецензій Metacritic на основі рецензій дев'яти критиків, що вказує на «загалом сприятливий» прийом. Багато критиків відзначали різноманітність звучання альбому. Джим Поллок з AP News назвав це «еклектичним саундтреком, яким можна насолоджуватися від початку до кінця». Він також зазначив: «Саундтрек працює, тому що учасники зрозуміли завдання. Разом вони створюють будинок мрії з пісень, кожна з яких принаймні трохи краща, ніж має бути. Треки успішні і як кінематографічні елементи, і як окремі пісні. Результатом є гідний, танцювальний форзац для класичного саундтреку до „Лихоманки суботнього вечора“ минулого покоління». Навпаки, деякі критики вважали, що альбому бракує цілісності. Адам Вайт з The Independent назвав саундтрек «хибним» і зазначив, що такі треки, як «Home» у виконанні HAIM та «What Was I Made For?» від Біллі Айліш відчуваються «трохи різким в оточенні яскраво-рожевих боперів, як пара Негативних Ненсі, які з'являються, щоб зіпсувати твій день народження».
У негативних відгуках також було відзначено, що альбом містить кілька слабких ланок. Окрім «кількох милих пісень», як-от «Angel» PinkPantheress і «Dance the Night» Дуа Ліпи, Кет Чжан із Pitchfork написала, що «ці одноразові продукти слід здебільшого залишити на полиці». Томас Мієр з Rolling Stone заявив, що «Silver Platter» Khalid і «Forever & Again» The Kid Laroi «здавалися недоречними на платівці та [не] покращили частину Kendom у LP». Мадлен Рот з The Daily Beast написала: «Це не так чудово чи так добре написано, як могло б бути, завдяки кільком невдалим пісням, але є чим насолоджуватися, поки вирує літо Барбі». Алекс Ріготті з NME написав: «У саундтреку є кілька чудових високих частот і жалюгідних низьких частот, але знову ж таки, у „Країні Барбі“ все не так райдужно».
Оглядаючи фільм, Кортні Говард з The A.V. Club написала: «Попзвук Марка Ронсона та Ендрю Ваятта підсилює синтетичну атмосферу в „Країні Барбі“, але вони ідеально вдягають голку в реальному світі, поєднуючи музичні теми з балади Біллі Айліш „What Was I Made For?“ щоб чітко побачити зворушливі моменти».

## Нагороди
5 лютого 2024 року пісня «What Was I Made For?» у виконанні Білі Айліш здобула премію «Греммі» як Пісня року.
| Нагорода                                  | Рік  | Категорія                                    | Результат | Прим.  |
| ----------------------------------------- | ---- | -------------------------------------------- | --------- | ------ |
| Hollywood Music in Media Awards           | 2023 | Best Soundtrack Album                        | Перемога  | [ 50 ] |
| Billboard Music Awards                    | 2023 | Top Soundtrack                               | Перемога  | [ 51 ] |
| St. Louis Film Critics Association Awards | 2023 | Best Soundtrack                              | Перемога  | [ 52 ] |
| Grammy Awards                             | 2024 | Best Compilation Soundtrack for Visual Media | Перемога  | [ 53 ] |
| Nickelodeon Kids' Choice Awards           | 2024 | Favorite Album                               | Номінація | [ 54 ] |

## Список композицій
| Трек-листBarbie: The Album | Трек-листBarbie: The Album  | Трек-листBarbie: The Album | Трек-листBarbie: The Album           | Трек-листBarbie: The Album      | Трек-листBarbie: The Album |
| #                          | Назва                       | Автор слів | Автор музики                         | Виконавець                      | Тривалість                 |
| -------------------------- | --------------------------- | --- | ------------------------------------ | ------------------------------- | -------------------------- |
| 1.                         | «Pink»                      | Andrew Wyatt Eric Burton Frederic Mark Ronson Melissa Jefferson | Wyatt Ronson Ricky Reed              | Lizzo                           | 2:23                       |
| 2.                         | «Dance the Night»           | Ronson Wyatt Caroline Ailin Dua Lipa | Wyatt Ronson Picard Brothers         | Dua Lipa                        | 2:56                       |
| 3.                         | «Barbie World»              | Ephrem Louis Lopez Jr. Johnny Pedersen Karsten Dahlgaard Lene Nystrøm Isis Gaston Claus Norreen Onika Maraj René Dif Søren Rasted                                                                       | RiotUSA                              | Nicki Minaj та Ice Spice з Aqua | 1:49                       |
| 4.                         | «Speed Drive»               | Charlotte Aitchison David James Parker Easyfun Ewart Everton Brown Fabian Peter Torsson Joakim Frans Åhlund Klas Frans Åhlund Michael Chapman Nicholas Chinn Patrik Knut Arve Sylvia Robinson Troy Rami | Easyfun                              | Charli XCX                      | 1:57                       |
| 5.                         | «Watati»                    | Aldo Vargas Carolina Giraldo Navarro Daniel Oviedo | Ovy on the Drums                     | Karol G featuring Aldo Ranks    | 2:46                       |
| 6.                         | «Man I Am»                  | Frederic Ronson Sam Smith | Ronson Ricky Reed                    | Sam Smith                       | 3:07                       |
| 7.                         | «Journey to the Real World» | Kevin Parker | Parker                               | Tame Impala                     | 1:27                       |
| 8.                         | «I'm Just Ken»              | Wyatt Ronson | Wyatt Ronson                         | Раян Ґослінґ                    | 3:42                       |
| 9.                         | «Hey Blondie»               | Dominic Fike Henry Kwapis Ronson Ryan Raymond Raines | Ronson                               | Dominic Fike                    | 2:21                       |
| 10.                        | «Home»                      | Alana Haim Danielle Haim Este Haim Rostam Batmanglij | D. Haim Rostam                       | Haim                            | 3:46                       |
| 11.                        | «What Was I Made For?»      | Billie Eilish O'Connell Finneas O'Connell | Wyatt Finneas Ronson                 | Billie Eilish                   | 3:42                       |
| 12.                        | «Forever & Again»           | Andrew Watt Billy Walsh Charlton Howard Louis Bell | Watt Bell                            | The Kid Laroi                   | 2:19                       |
| 13.                        | «Silver Platter»            | Chase Worrell Denis Kosiak Jason Kellner Khalid Robinson | Worrell Kosiak Kellner               | Khalid                          | 2:45                       |
| 14.                        | «Angel»                     | BloodPop Count Baldor PinkPantheress | BloodPop Count Baldor PinkPantheress | PinkPantheress                  | 2:03                       |
| 15.                        | «Butterflies»               | Ентоні Кідіс Brett Mazur Чед Сміт Gayle Джон Фрушанте Майкл Бальзарі Reed Berin Seth Binzer | Berin                                | Gayle                           | 2:16                       |
| 16.                        | «Choose Your Fighter»       | Amanda Ava Koci Henry Russell Walter Madison Love Michael Pollack | Cirkut                               | Ava Max                         | 2:17                       |
| 17.                        | «Barbie Dreams»             | Faangs James Harris Janet Jackson Jbach Kaliya Ashley Ross Marc Raymond Ernest Sibley Mike Caren Nathan Cunningham Nicholaus Joseph Williams Randall Hammers Terry Lewis Tramaine Winfrey               | Space Primates                       | Fifty Fifty featuring Kaliii    | 2:29                       |
| 44:05                      |                             | |                                      |                                 |                            |

| Бонус-треки Best Weekend Ever Edition | Бонус-треки Best Weekend Ever Edition | Бонус-треки Best Weekend Ever Edition | Бонус-треки Best Weekend Ever Edition | Бонус-треки Best Weekend Ever Edition | Бонус-треки Best Weekend Ever Edition |
| #                                     | Назва                                 | Автор слів                            | Автор музики                          | Виконавець                            | Тривалість                            |
| ------------------------------------- | ------------------------------------- | ------------------------------------- | ------------------------------------- | ------------------------------------- | ------------------------------------- |
| 18.                                   | «Push»                                | Matt Serletic Роб Томас               | Wyatt George Drakoulias Ronson        | Раян Ґослінґ                          | 3:23                                  |
| 19.                                   | «Closer to Fine»                      | Amy Ray Emily Saliers                 | Brandi Carlile                        | Brandi Carlile and Catherine Carlile  | 5:52                                  |
| 53:31                                 |                                       |                                       |                                       |                                       |                                       |

## Чарти
| Чарт (2023)                                        | Найвища позиція |
| -------------------------------------------------- | --------------- |
| Australian Albums (ARIA)                           | 1               |
| Нідерланди Dutch Albums (MegaCharts)               | 1               |
| Фінляндія Finnish Albums (Suomen virallinen lista) | 40              |
| Німеччина German Albums (Offizielle Top 100)       | 6               |
| Italian Albums (FIMI)                              | 13              |
| Japanese Digital Albums (Oricon)                   | 48              |
| Lithuanian Albums (AGATA)                          | 28              |
| New Zealand Albums (RMNZ)                          | 1               |
| Swedish Albums (Sverigetopplistan)                 | 57              |
| Велика Британія UK Compilation Albums (OCC)        | 1               |

## Сертифікації
| Регіон                                                      | Сертифікація | Продажі |
| ----------------------------------------------------------- | ------------ | ------- |
| Австралія (ARIA)                                            | Золотий      | 35 000  |
| Канада (Music Canada)                                       | Платиновий   | 80 000  |
| Франція (SNEP)                                              | Золотий      | 50 000  |
| Нова Зеландія (RIANZ)                                       | Платиновий   | 15 000  |
| Велика Британія (BPI)                                       | Золотий      | 100 000 |
| продажі+прослуховування, що базуються лише на сертифікаціях |              |         |

## Історія релізу
| Регіон | Дата          | Формат(и)                             | Видання                   | Лейбл(и) | Прим.         |
| ------ | ------------- | ------------------------------------- | ------------------------- | -------- | ------------- |
| Світ   | 21 липня 2023 | CD digital download LP audio cassette | Стандартне                | Atlantic | [ 70 ] [ 71 ] |
| Світ   | 21 липня 2023 | CD цифрове завантаження               | Best Weekend Ever Edition | Atlantic | [ 72 ]        |
| Світ   | 21 липня 2023 | CD                                    | Ken: The Album            | Atlantic | [ 73 ]        |

## Нотатки
1. ↑  Пісня «Barbie Dreams» доступна у цифровій версії, лімітованому виданні від sky blue vinyl records, на Ken: The Album CD та у виданні Best Weekend Ever Edition.